# Draževo (Novo Selo)
Draževo (makedonsky: Дражево) je vesnice v opštině Novo Selo v Severovýchodním regionu v Severní Makedonii.

## Geografie a umístění
Vesnice Draževo se nachází v jihovýchodní části země na úpatí hory Belasica, v nadmořské výšce 330 metrů. Od nejbližšího města Strumica je vzdálená 29 km. Obcí protéká řeka Draževska, která ji rozděluje na dvě poloviny.

## Historie

#### Původ názvu
Předpokládá se, že název vesnice byl odveden od mužského jména Drazen nebo Dragan. Další možností bylo, že lidé tak rádi žili na tomto místě, že jej pojmenovali Draževo (milé, drahé).

#### Osmanská říše
Obec se poprvé zmíněna Osmanskou říší v roce 1519. Podle jejich sčítání lidu zde žilo 5 rodin a už v té době neslo místo název Draževo.

#### Jugoslávie
Po skončení balkánských válek byla vesnice zařazena do Bulharského carství. Po skončení první světové války byla zahrnuta pod Království Slovinců, Chorvatů a Srbů, po skončení druhé světové války byla automaticky zařazena do Jugoslávie.

#### Makedonie (současnost)
Po rozpadu Jugoslávie se stala obec součástí republiky Severní Makedonie a spadá pod správu opštiny Novo Selo.

## Demografie
Podle záznamů Vasila Kančova z roku 1900 žilo ve vesnici 380 obyvatel, všichni byli turecké národnosti.
Při jugoslávském sčítání lidu v roce 1972 v obci žilo 649 obyvatel mluvících slovanskými jazyky.
Podle posledního sčítání lidu z roku 2002 žije ve vesnici 462 obyvatel, z nichž se 460 hlásí k makedonské národnosti, jeden k srbské a jeden národnost neuvedl.